# Prestestranda
Preststranda este o localitate din comuna Drangedal, provincia Telemark, Norvegia, cu o suprafață de 1,52 km² și o populație de 1.321 locuitori (2013).